# Curcumină

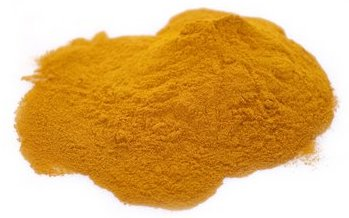
Curcumin

Curcumina sau curcuminul (E100) este un compus chimic colorat în galben care este produs de către specia Curcuma longa din familia Zingiberaceae. Este utilizat ca ingredient în industria cosmetică, ca aditiv și colorant alimentar.

## Structură și proprietăți chimice

Tautomerul enol

Tautomerul ceto

Structura chimică a curcuminului și grupele funcționale constituente au fost identificate în anul 1910. Conține două nuclee aromatice de tip fenolic, acestea fiind legate prin intremediul a două grupe carbonilice α,β-nesaturate. Grupa dicetonică formează un enol stabil, care poate fi foarte ușor deprotonat cu formare de ion enolat. Grupele carbonilice sunt acceptori Michael și suferă reacții de adiție nucleofilă.
Din punct de vedere chimic, curcuminul este un diaril-heptanoid, făcând parte din clasa curcuminoidelor (fenoli naturali colorați). Este un compus ce prezintă tautomerie ceto-enolică (se găsește în forma enolică dizolvat în solvenți organici și în forma cetonică dizolvat în apă).

## Utilizări

### Medicale
Curcuminul nu prezintă nicio utilizare medicinală, în ciuda studiilor care au fost realizate cu scopul de a cerceta activitatea acestuia. Compusul este dificil de condiționat pentru uz farmaceutic din cauza instabilității și a biodisponibilității foarte scăzute. Este foarte puțin probabil ca acesta să se regăsească sub formă de medicament în viitor.